# Fenomen meteorològic extrem
El fenòmens meteorològics extrems o esdeveniments meteorològics extrems inclouen temps inesperat, inusual, sever o no estacional; temps als extrems de la distribució històrica. Sovint, els esdeveniments extrems es basen en l'historial meteorològic registrat d'una ubicació i es defineixen com un deu per cent més inusual.
Hi ha proves que suggereixen que el canvi climàtic està augmentant la periodicitat i la intensitat d'alguns esdeveniments meteorològics extrems. El nivell de confiança en l'atribució d'esdeveniments meteorològics extrems al canvi climàtic antropogènic és més alta en els canvis en la freqüència o en la magnitud dels esdeveniments de calor o fred extrems, i amb certa confiança en l'augment de les precipitacions abundants i l'augment de la intensitat de les sequeres.
El clima extrem té impactes significatius en la societat humana i en els ecosistemes naturals. Per exemple, una asseguradora mundial Munich Re calcula que els desastres naturals van causar pèrdues directes globals de més de 90.000 milions de dòlars el 2015.